# Chirita brassicoides
Chirita brassicoides är en tvåhjärtbladig växtart som beskrevs av Wen Tsai Wang. Chirita brassicoides ingår i släktet Chirita och familjen Gesneriaceae. Inga underarter finns listade i Catalogue of Life.